# Thru-hiking

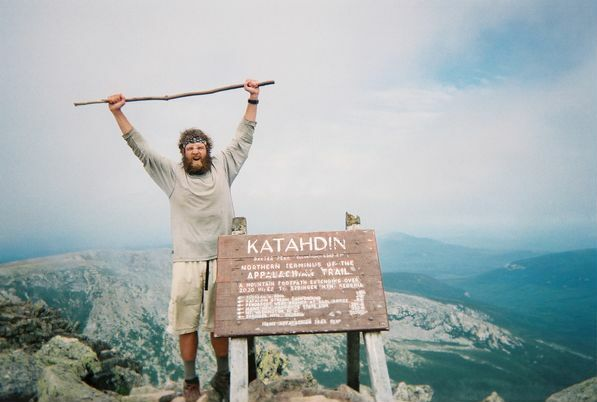
Thru-hiker, chiar înainte de a fi terminat de parcurs Traseul Appalachian.

Thru-hiking (din engleză through-hiking, literal, „drumeție prin”) este un termen englez care desemnează parcursul de la un cap la altul al unui traseu de drumeție pe distanțe lungi. Acest termen este mai adesea asociat cu Traseul Appalachian, dar este utilizat și pentru alte trasee lungi, precum sunt Pacific Crest Trail și Continental Divide Trail. Termenul poate fi utilizat, mai larg, în legătură cu trasee mai scurte, atunci când drumețul îl urmează, de la o extremitate la cealaltă.
Această activitate necesită capacități fizice, pregătire și materiale importante.